# 中華民國國歌
中華民國國歌，自建國以來共有4個版本；現行使用版本定於1937年，又因為歌詞第一句為「三民主義」，有時又被稱為「三民主義歌」，以與過往的中華民國國歌作區別。此歌曲先有詞而後有曲。歌詞又名「黃埔軍官學校訓詞」或「总理訓詞」，為中國國民黨總理孫中山在1924年6月16日舉行的黃埔軍校開學典禮上，對該校師生發表的訓詞；1928年底，當時已透過國民革命軍北伐統一全國的中國國民黨決定將總理訓詞定為黨歌、並對外徵求曲譜，最終由程懋筠的作品獲選。國民政府在1930年決定國歌時，亦決議選用此歌；之後對外徵求創作，但均定為「從缺」，此歌遂於1937年正式定為國歌，並在1949年中華民國政府遷台後沿用至今。

## 歷史

### 民國17年（1928年）前
民國元年（1912年），中華民國臨時政府在南京成立，教育總長蔡元培對公眾徵求國歌，後來選定《五族共和歌》做為臨時國歌，由沈恩孚作詞、沈彭年譜曲。
民國2年（1913年），北洋政府將《卿雲歌》（汪荣宝选詞，民國2年（1913年）比利時作曲家哈士東（Joan Hautstone）作曲）定為中華民國國歌，後在民國4年（1915年）改以《中華雄立宇宙間》（王露作曲）作為國歌，並數次更改歌詞。民國10年（1921年），再次改用《卿雲歌》（蕭友梅重新作曲）作為中華民國國歌。

### 民國17年（1928年）至今
民國13年（1924年）6月16日，孫中山在廣州黃埔陸軍軍官學校開學典禮中對該校師生發表訓詞，其內容一說為孫中山的文膽胡漢民主編，戴季陶、廖仲愷、邵元沖等協助編寫，由孫中山審閱。另一說為孫中山在開學典禮中只說了「三民主義，吾黨所宗，以建民國」三句，後來由胡漢民等人增加詞文，經過孫中山批可後，後發表成為訓詞。因為在黃埔陸軍軍官學校發表，該訓詞被稱為「黃埔訓詞」、「黃埔官校訓詞」、「黃埔軍校訓詞」等，又因孫中山為國民黨總理，又被称为总理训词。
民國17年（1928年），國民黨北伐，張學良宣布東北易幟，形式上中國統一後，戴季陶建議將黃埔軍校訓詞採為國民黨黨歌歌詞。其後經國民黨中央常務委員會通過，並公開徵求樂譜；最後以程懋筠譜曲在139件作品中拔得頭籌，並得到500銀圓獎金。當時南京金陵大學及中央大學的學生曾在場試唱，並且由作者自己在中央廣播電台播唱示範。

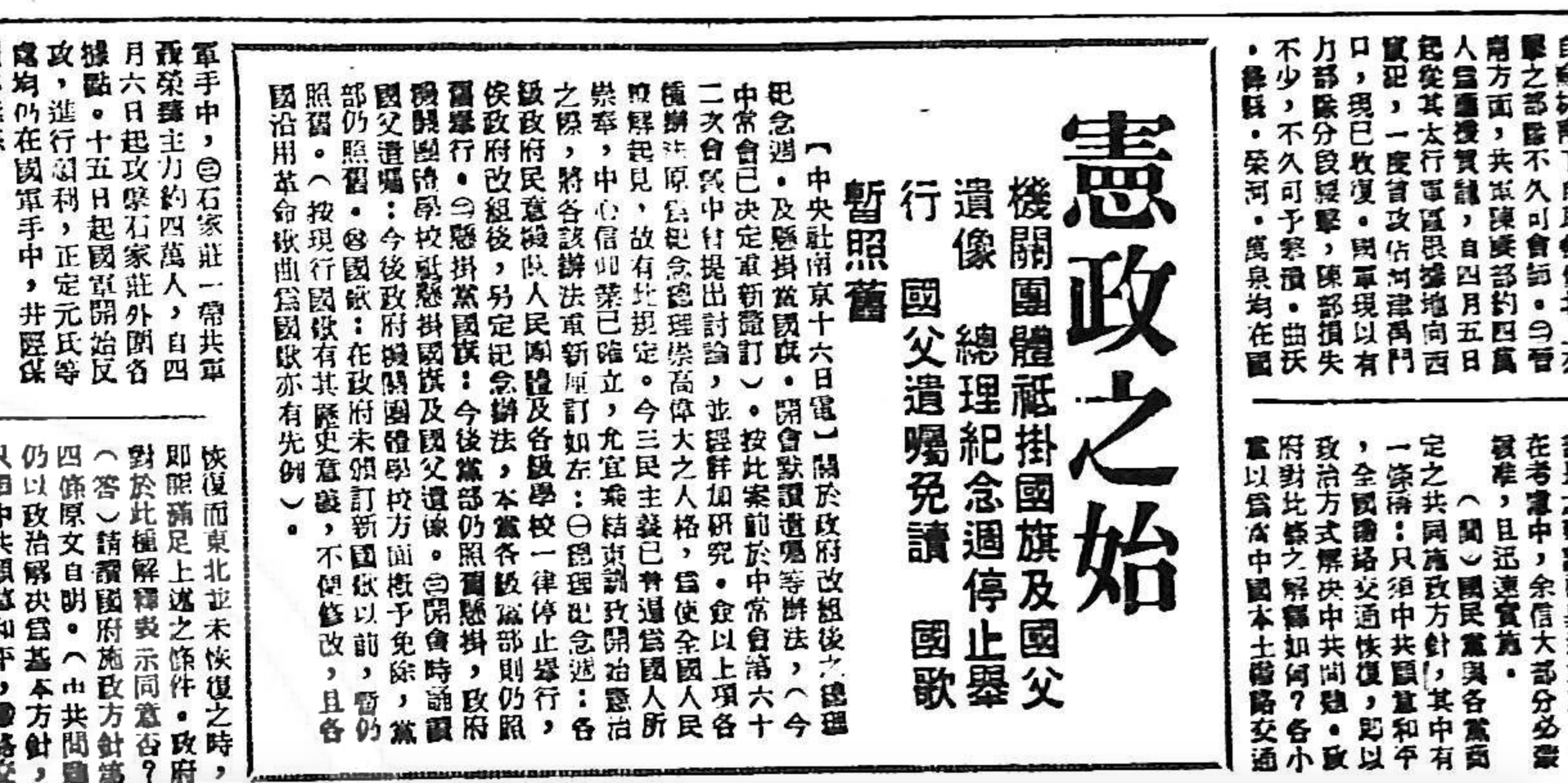
1947年4月18日国民政府改组之日，上海大公报公布国民政府消息，为行宪之目的，自即日起不再于政府機關悬挂国民党党旗，仅悬挂国旗与孙中山国父画像。因国歌有其历史背景，不便更改。

民國18年（1929年）1月10日，國民黨中央常務委員會決議採程懋筠所譜者為黨歌，理由是該歌詞富愛國思想，且曲調和平、有力，有民族意識之效果。民國19年（1930年）2月28日南洋萬鴉渡中華學校來電詢問能否亦以此歌作為國歌；3月13日，第三屆中國國民黨中央常務委員會第78次會議提出討論，決定：在國歌未製定以前，可以此歌代用。民國19年（1930年）3月24日，國民政府行政院第165號訓令全國各級政府，在國歌未制定前，一般集會場合均唱這首程懋筠所譜之歌代替國歌。最初只有旋律曲調，並沒有和聲與伴奏；正式頒定後，蕭友梅、趙元任、黃自曾先後為其譜寫伴奏和聲。其後，社會輿論認為黃埔軍校訓詞乃勉勵中國國民黨黨員之用，僅能代表黨而無法代表國家；政府瞭解訓詞屬代用性質，民國19年（1930年）5月責成教育部對外廣徵國歌歌詞，先限8月底截止，三度展延；至民國20年（1931年）6月止，投稿者約1,700餘人，歌詞2,000餘首，惟經多次審查均無一入選。
民國25年（1936年），國民政府成立「國歌編製研究委員會」，專門負責國歌編製研究事宜，並正式登報公開徵求國歌歌詞，至民國26年（1937年）結束，投稿者約1,700餘人，歌詞3,000餘首，多次審查均仍無一入選。該委員會後仍建議採用黃埔軍校訓詞作為國歌，理由是黃埔軍校訓詞充分表現革命建國精神，不但符合中華民族的歷史文化，且代表中華民國立國精神。
民國26年（1937年）6月3日，第五屆國民黨中央執行委員會常務委員會第45次會議通過以黃埔軍校訓詞為中華民國國歌，6月16日中常會發函至通知國民政府，同年6月21日經國民政府公布實施，國歌徵選案至此遂告確定:5438。
1940年，汪精衛政權成立，亦使用此國歌
民國36年（1947年）4月16日，第六屆國民黨中央常務委員會第65次會議提出報告，經決議，在政府未頒訂新國歌以前，暫仍照舊。

## 歌詞

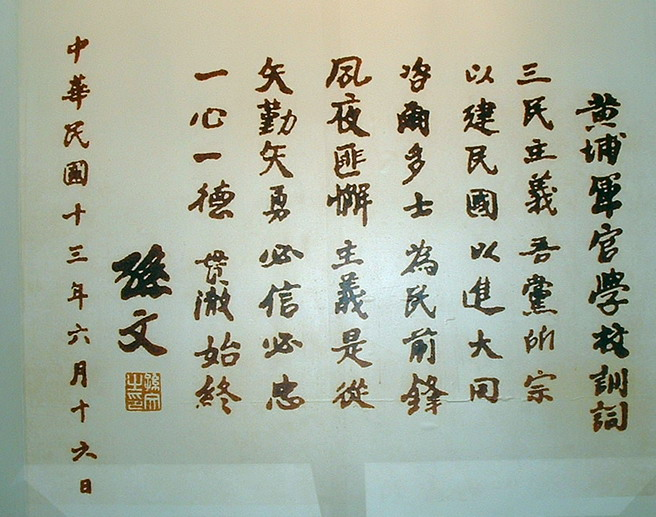
孫中山親手書寫的黃埔軍校訓詞

| 原文              | 注解                                                         |
| ----------------- | ------------------------------------------------------------ |
| 三民主義 吾黨所宗 | 三民主義是我們所共同遵從的指導方針。                         |
| 以建民國 以進大同 | 以（三民主義）建立、建設（中華）民國，促進大同世界的實現。   |
| 咨爾多士 為民前鋒 | 啊！諸位志士們！要做全民的楷模表率。                         |
| 夙夜匪懈 主義是從 | 從早到晚都不懈怠，遵從（三民）主義。                         |
| 矢勤矢勇 必信必忠 | 立誓要勤奮努力、勇往直前，必须要信守、忠誠。                 |
| 一心一德 貫徹始終 | （大家）團結一致、共同努力；自始至終，不斷地努力，徹底實踐。 |

註釋
1. ↑  參見下方「吾黨一詞爭議」。
2. ↑  “咨”為嘆詞。

### 「吾黨」一詞爭議
1952年11月1日，雷震在《自由中國》上撰文監察院之將來，批評以國民黨黨歌作為國歌，具有排他性，傷害其他政黨成員的感情，這種作法不能長久適用。
以黨歌為國歌一事，就是一件極不聰明的作法，因此其他黨派人士，當然不願唱「吾黨所宗」一語。這個「吾黨」明明是國民黨，偏偏要他黨黨人在唱國歌的時候改換黨籍，該是一件多麼傷害情感的事情。每逢唱國歌的時候，常見他黨人士總是縮在鼻子裡哼，有人連嘴唇也不稍動而呆立若木雞一般。唱國歌應該是大家很快樂、很高興的一件事情，一個國歌如不能使大家興高采烈的引吭高歌、齊聲共鳴，反使一部分人感到內心的苦痛，該是一件多麼「不智之舉」。不要說是共黨上了台，即令其他政黨掌握了政權，像這樣排他性的國歌，也是難於保持長久的。
1957年9月24日，立法委員李祖謙在立法院質詢時就有關國歌問題向行政院提出質詢，「吾黨」是歌詞文字上極少的部份似乎覺得有些勉強，因此無論在國際宣傳上或國內觀感上，均不免留下一個難以自圓其說的漏洞，要求政府當局予以適當考慮。教育部部長張其昀說「吾黨」二字與《論語》所稱「吾黨」涵義相同，是即吾輩之意，「吾黨所宗」即為全國同胞共信共行之意。
國立編譯館解釋「多數人在一起可稱黨，『吾黨』意為『吾輩、吾人』，也就是我們的意思，這裡指全國國民。」。且「吾黨」一詞在中文裡有相當古老歷史，出現遠遠早於現代政黨組織，比如《論語·子路》：「葉公語孔子曰：‘吾黨有直躬者，其父攘羊，而子證之。’」，唐朝賈島的詩：「何時臨澗柳，吾黨共來攀」，唐．韓愈山石詩：「嗟哉吾黨二三子，安得至老不更歸。」，這裡的「黨」指的是「朋友、同輩。指意氣相投的人」。
1978年全國黨外候選人座談會中的唱國歌儀式，黨外人士因不滿此句，將之改唱為「吾民所宗」。《疾風雜誌》負責人勞政武藉機大為鬧場，史稱「中山堂事件」。
張作錦曾寫「對中國國民黨的諍言」一文，表示過去曾經討論過「吾黨」是國民黨之「黨」，但政府解釋成是志同道合一群人，他希望國民黨避免這個嫌疑，改成「民」字比「黨」字好。
民主進步黨認為其歌詞內容難釐清與國民黨黨歌的關係，民進黨執政的縣市首長大多在主辦元旦升旗儀式唱國歌時跳過「三民主義，吾黨所宗」不唱。時任民進黨主席蔡英文於2012年1月1日到民進黨執政的台南市政府參加升旗典禮時，避開「三民主義，吾黨所宗，以建民國」的三句，到第四句「以進大同」才開始唱。2016年和2020年的總統就職典禮中，蔡英文都全程唱完國歌。國民黨立法委員陳玉珍表示，總統蔡英文常常在唱「三民主義、吾黨所宗」就表示蔡英文是國民黨員嗎？那只要民進黨官員唱「三民主義、吾黨所宗」，所以就代表他們認同三民主義，是國民黨員嗎？。

## 使用狀況

### 台澎金馬地區
舉行升（降）中華民國國旗儀式時，並非於升（降）旗同時演唱國歌，而是於升旗之前演唱，再於升（降）旗的同時演奏中華民國國旗歌。中華民國在1991年6月29日廢止《違警罰法》之前，規定聞唱國歌不起立致敬者處二十銀圓（新臺幣60元）以下罰鍰或申誡。
自中華民國國歌於1937年制定後，一直持續使用迄今。臺灣自1945年中華民國時代開始以來，中華民國國歌開始於當地使用。在臺灣，過去電影院放映電影前需先播放國歌影片，至1990年代後逐漸取消（而最先取消此慣例的縣市為宜蘭縣，1989年就由時任縣長的陳定南宣布）；過去廣播電臺在每天開、收播對時後也需播放中華民國國歌、老三台在每日節目開播前，亦會播放國歌，1990年代以前還會打出「奏國歌時，請保持肅靜」的政令宣導字卡（台湾电视公司版本，播至2016年7月）隨著時空及政治環境的改變，現今大多數电视台和電台為24小時全天候播出；即使有收播時段也在检验图之后也直接开始播放当日的节目。加上沒有法令硬性規定，電視台除了老三台在固定的時段及少數廣播電台在每天（台視各頻道每週一；中視主頻每個月第三個週二、華視教育體育文化台每天、華視主頻每個月最後一個周五及華視新聞資訊台每個月期中一個周四）播放外，其他電視台都未播放。國歌歌詞在很長一段時間內收錄於國立編譯館版國民中學國文課本中教授，現僅見於音樂課本上。

### 國際賽事
中華民國國歌曾在德國舉辦的1936年夏季奧林匹克運動會上獲選為世界最佳國歌。

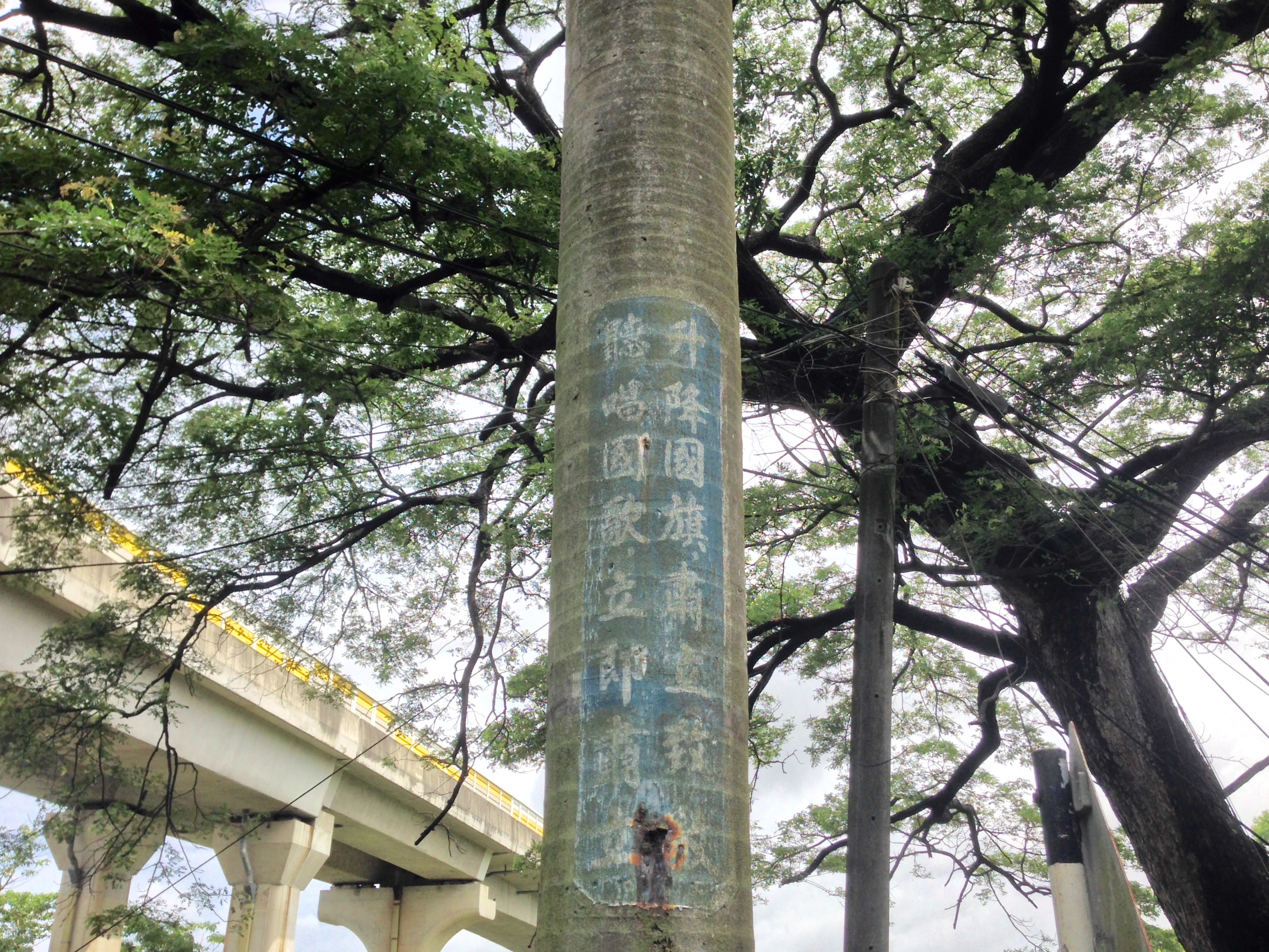
橋頭糖廠椰子樹上對於國旗、國歌的標語，上面寫：「升降國旗肅立致敬；聽唱國歌立即肅立。」

現今版本為2010年12月，長榮交響樂團為中華民國建國百年演奏國歌，並搭配台灣各地風景製作成影片。
2007年2月，格瑞那達在中华人民共和国協助建成其國家體育場儀式上誤奏中華民國國歌，引起中华人民共和国代表團不悅。同年8月，在日本德島市舉行的第二十四屆亞洲男子籃球錦標賽上，中華台北對日本的賽事中因為演奏中華民國國歌，結果中華人民共和國外交部召見日本駐北京大使館的官員表達抗議。日方组委会和亚篮联之後就此事向中華人民共和國方面道歉。

### 中國大陸地區
基於中華民國國歌曾為國民黨黨歌和南京国民政府国歌的历史，中華人民共和國政府虽并未明令禁止公开传播此歌曲，但在QQ音樂，網易雲音樂等平臺遭到屏蔽，稱之為「三民主義歌」（不能稱為中華民國國歌），对于这首歌相关网络视频的投稿更是有相关限制，若想在部分中国大陆视频平台如哔哩哔哩、抖音等公开发表必须得特别说明。但有時由於場合、与1949年后台湾政治相关的原因而被禁止。最廣為人知的例子，是在2000年陳水扁就任總統時，歌手張惠妹曾在總統就職大典上領唱中華民國國歌，中華人民共和國政府為感到不悅，因此阻礙其於中國大陸的演藝事業發展兩年。2016年3月修订，中华人民共和国官方为涉台用语制定的指导性文件《关于正确使用涉台宣传用语的意见》中，第一项第1条规定：“对1949年10月1日之后的台湾地区政权[……]不使用‘中华民国’，也一律不使用‘中华民国’纪年及旗、徽、歌。”
一些與中華民國相關的作品仍（如《长沙保卫战》）会将中华民国国歌作为剧中背景音乐使用，也有用在中华民国升旗桥段。

### 引用
1. ↑  . 行政院全球資訊網. 2011-12-01  [2018-10-01]. （原始内容存档于2024-05-22） （中文（臺灣））.
2. ↑  陳永浩.  (PDF).
3. ↑  中華民國國歌 （页面存档备份，存于） - 國防部政戰資訊服務網
4. ↑  特派員林琮盛／專題報導/旺報,"第一首國歌 非現今三民主義歌".   [2011-07-19]. （原始内容存档于2011-07-22）.,中時電子報,2011-07-19.
5. ↑  特派員林琮盛／專題報導/旺報,"第一首國歌 非現今三民主義歌" （页面存档备份，存于）,2011-07-19.
6. ↑  非也傳播非也, , 2011-10-07  [2017-01-14], （原始内容存档于2019-02-20）
7. 1 2  李士釗編譯. . 上海教育書店. 1947: 20 （中文）.[永久]
8. ↑  民國19年3月國民政府公報
9. ↑  孫鎮東著，國旗國歌國花史話，第53-54頁
10. ↑  .   [2011-10-18]. （原始内容存档于2009-12-01）.
11. ↑  李新總主編，中國社會科學院近代史研究所中華民國史研究室，韓信夫、姜克夫主編 (编). . 北京: 中華書局. 2011. ISBN 9787101079982.
12. ↑  國旗、國歌、國花(中華民國國情介紹-政治) （页面存档备份，存于），行政院
13. ↑  《中國國民黨中央執行委員會第四十五次常會決議以現行黨歌為國歌》，國史館數位典藏號001-010014-00001-019
14. ↑  《大日本帝國與台灣國際地位》
15. ↑  孫鎮東著，國旗國歌國花史話，第56頁
16. ↑  見民國36年4月17日南京中央日報第二版，中央圖書館期刊室
17. ↑  雷震〈監察院之將來〉，《自由中國》1952年11月1日，頁7
18. ↑  . 《聯合報》. 1957-09-25 （中文（臺灣））.
19. ↑  .   [2014-05-24]. （原始内容存档于2009-10-13）.
20. ↑  .   [2019-12-03]. （原始内容存档于2019-12-03）.
21. 1 2  龔濟. . 《聯合報》. 1978-12-07 （中文（臺灣））.
22. ↑  蔡台南升旗 國歌避「吾黨所宗」 （页面存档备份，存于）－民視新聞 2011-12-31
23. ↑  章琦瑜、吳學銘. . 《聯合晚報》. 1988-11-06 （中文（臺灣））.
24. ↑  黃建豪. . 新頭殼. 2020-09-29  [2020-09-30]. （原始内容存档于2020-12-17） （中文（臺灣））.
25. ↑  . 全國法規資料庫 （中文（臺灣））.
26. ↑  想想論壇. . 風傳媒 The Storm Media.   [2019-02-20]. （原始内容存档于2022-07-13） （中文（臺灣））.
27. ↑  .   [2010-05-28]. （原始内容存档于2007-03-20）.
28. ↑  朱梅麗; 張惠貞等. . Government Information Office.   [2010-10-16]. （原始内容存档于2011-06-06） （英语）.
29. ↑  .   [2011-03-27]. （原始内容存档于2011-02-10）.
30. ↑  .   [2022-11-14]. （原始内容存档于2022-11-14）.
31. ↑  https://www.bilibili.com/video/BV1Ap1aY7EGB/
32. ↑  https://www.bilibili.com/video/BV1j3fiYEErG/
33. ↑  Crystal Huang, , 2006-07-18  [2018-02-15], （原始内容存档于2017-09-25）
34. ↑  . 民視新聞. 2016-06-16  [2018-02-15]. （原始内容存档于2019-02-20）.

## 外部連結
- YouTube上的中華民國國歌-觀光篇-合唱版，Info Taiwan
- YouTube上的中華民國國歌-觀光篇-演奏版，Info Taiwan
- YouTube上的中華民國國歌-綜合篇-合唱版，Info Taiwan
- YouTube上的中華民國國歌-綜合篇-演奏版，Info Taiwan
- YouTube上的中華民國國歌-國家建設篇-合唱版，Info Taiwan
- YouTube上的中華民國國歌-國家建設篇-演奏版，Info Taiwan
- 國歌（页面存档备份，存于），中華民國總統府
- YouTube上的中華民國國歌 -- National Anthem of the Republic of China
- YouTube上的中華民國國歌 -National Anthem of Taiwan-
- https://www.youtube.com/watch?v=yrLqpAGHMJI[]